# Leandro Damián Ríos
Leandro Damián Ríos (Paraná, 21 de noviembre de 1975) es un juez federal de Argentina, titular del Juzgado Federal de Paraná N° 1 desde el año 2012. Graduado de abogado en la Facultad de Ciencias Jurídicas y Sociales de la Universidad Nacional del Litoral (UNL) en el año 1999.
En octubre de 2012 asumió como juez federal cargo del Juzgado Federal Nº 1 de Paraná, con competencia electoral en toda la provincia de Entre Ríos.
Como juez federal se desempeña en causas relativas al crimen organizado, tales como narcotráfico, blanqueo de capitales, trata de personas, evasión impositiva. También ha intervenido en causas relativas a delitos de lesa humanidad, ocurridos durante la dictadura militar de 1976 a 1983.
Como la máxima autoridad electoral en el distrito Entre Ríos lleva adelante las elecciones y todos los procesos judiciales relativos a los partidos políticos.

## Biografía
Es hijo de Aníbal María Ríos, quien fuera Juez Federal con competencia Electoral del Distrito Entre Ríos, durante los años 1984 y 2007.

### Formación académica y trayectoria profesional
Leandro Ríos se recibió de abogado en agosto del 1999 en la Universidad Nacional del Litoral, y ejerció independientemente la profesión de modo ininterrumpido hasta febrero de 2010, como asociado a los Estudios Jurídicos de Raquel Gerbotto de Di Liscia y Julio A. Federik, presentes en Paraná y CABA.
Tiene otros títulos de posgrado por la misma casa de estudios, entre ellos: 
- Abogado Especialista en Derecho Penal (2002), luego de defender su monografía “Los límites del riesgo”.
- Magister en Derecho Penal (2020), luego de defender su tesina “Estudios propedéuticos sobre el delito de financiamiento ilícito de los partidos políticos. Análisis de las relaciones concursales y de derecho comparado”
- Doctorado en Derecho (2021), luego de defender su tesis “Sistema Jurídico Electoral Represivo. Análisis integral de los delitos y las faltas electorales en el ordenamiento jurídico argentino”.[7][8]

Como docente es Profesor Adjunto Ordinario de Derecho Penal en Abogacía y Docente estable en numerosas carreras de maestrías y especializaciones de Derecho de la Facultad de Ciencias Jurídicas y Sociales de la Universidad Nacional del Litoral (FCJS- UNL) desde hace más de 20 años. Es también Docente Investigador Categorizado del Ministerio de Educación de la República Argentina.
Fue becario de la Red Interuniversitaria Alfa, becario del Grupo Coimbra, y becario del Programa de Erasmus Mundus en calidad de docente e investigador, realizando principalmente sus estancias en la Universidad de Granada, España.
Es Disertante y Docente invitado en las universidades nacionales de Buenos Aires (UBA), Rosario (UNR), Entre Ríos (UNER), Tucumán (UNT), Córdoba (UNC), Nordeste (UNNE), La Rioja (UNLAR), La Plata (UNLP) y en las universidades privadas de la Cuenca del Plata (UCP), Católica Argentina (UCA) y Austral (UA). También en las universidades españolas de Granada (UGR), de Jaén (UJaén), Autónoma de Madrid (UAM), Miguel Hernández de Elche (UMH), en la universidad privada Alfonso X El Sabio (UAX) de Madrid y en la Universidad Nacional Autónoma de México (UNAM), ha desarrollado tareas de docencia e investigación.
Es autor de publicaciones sobre temáticas relativas al Derecho Penal, Procesal Penal, Electoral, Ambiental, de Género y a la Teoría General del Derecho.
En el ámbito profesional se ha desempeñado en los diferentes roles jurídicos de abogado defensor, abogado querellante, fiscal y juez.

#### Labor como abogado
Como abogado ejerció activamente la profesión durante 10 años en los fueros provincial y federal de las ciudades de Paraná, Santa Fe, y de la Ciudad Autónoma de Buenos Aires. 
Durante el año 2004, asumió la representación de la familia de Fernanda Aguirre, cuyo secuestro extorsivo y desaparición, tuvo gran trascendencia local y nacional.
Leandro Ríos colaboró en la redacción, confección y elaboración del Anteproyecto del Código Procesal Penal de la Provincia de Entre Ríos, por expreso encargo del Poder Ejecutivo Provincial (1998) y sancionado como Ley Provincial Nº 9754 (2007)

#### Labor como representante académico
Ha sido jurado académico en los procesos evaluativos realizados por los Consejos de la Magistratura de la Nación, y de las provincias de Entre Ríos, de Santa Fe, de Tucumán, de Misiones, de la Pampa, mediante los cuales se seleccionan magistrados y magistradas de los distintos poderes judiciales y de los ministerios públicos de la fiscalía y de la defensa.
En 2014, Leandro Ríos participó de la confección del informe de análisis académico-institucional ante la Comisión Redactora del Anteproyecto del Código Procesal Penal de la Nación, junto con el cuerpo docente de Derecho Penal, en el marco del Consejo Directivo de la Facultad de Ciencias Jurídicas y Sociales (FCJS) de la Universidad Nacional del Litoral (UNL).

#### Labor como fiscal
Leandro Ríos se desempeñó como Fiscal de Cámara interino en el Poder Judicial de la Provincia de Entre Ríos entre los años 2010 y 2012.

#### Labor como juez federal
Luego del concurso de antecedentes y oposición frente al Consejo de la Magistratura, la candidatura de Leandro Ríos, fue remitada al Poder Ejecutivo. La entonces presidenta de la República Argentina Cristina Fernández de Kirchner, solicitó el acuerdo del Senado, quien en la Orden del día No. 1005, del día 21 de septiembre del 2012, resolvió la designación de Juez Federal a cargo del Juzgado Federal No. 1 de Paraná.

## Trayectoria judicial

### Delitos de Lesa Humanidad y Genocidio

#### Causa Área Paraná I
El juez Leandro Ríos llevó adelante la megacausa Área Paraná I, en donde se investigaron y juzgaron delitos de lesa humanidad, cometidos en la provincia de Entre Ríos durante la última dictadura cívico-militar. 
A partir del 24 de marzo de 1976, disidentes políticos fueron privados ilegítimamente de su libertad sin orden de detención y alojados en condiciones infrahumanas en los centros clandestinos de detención. Estos se ubicaban principalmente en los cuarteles del Ejército o inmuebles precarios en su cercanía y en comisarías y cárceles de la provincia, adonde eran trasladados para los interrogatorios y aplicación de torturas.
En algunos casos, los disidentes políticos eran asesinados en simulacros de fuga y de enfrentamientos con las fuerzas armadas y de seguridad. Otros fueron sometidos a parodias de juicios militares sin ningún tipo de garantías ni defensa efectiva y donde se valían de declaraciones autoincriminatorias obtenidas bajo amenazas, vejaciones y tormentos.
La causa Área Paraná se inició con la recuperación democrática y fue interrumpida con la sanción de las leyes de Obediencia Debida y Punto Final, en 1987. La anulación de esas normativas en 2003 permitió que se retomara la investigación, aunque sufrió permanentes demoras por los planteos presentados por los abogados defensores de los imputados. A partir de la asunción en la causa del juez Leandro Ríos y merced a las decisiones procesales adoptadas, se logró encaminar y avanzar decididamente en el trámite procesal hasta el dictado de la sentencia.
Las actuaciones de la causa Área Paraná se tramitaron por el antiguo Código de Procedimientos en Materia Penal, de 1888, vigente al momento en que ocurrieron los hechos. Según esas reglas procesales, la mayoría del desarrollo es secreto, tienen escasa oralidad, se tramita mayormente por escrito y, por lo tanto, es más lento y tortuoso. Todas las decisiones, incluidas las condenas y las absoluciones, las toma un solo juez y no un tribunal
Sin embargo, en este caso por decisión del juez Ríos, las testimoniales y los alegatos de 2014, se desarrollaron de manera oral y pública. 
En la causa Área Paraná se investigaron delitos contra 52 víctimas y desapariciones forzadas de otras personas. Tuvo 21 imputados, varios de los cuales murieron o fueron apartados por demencia senil y otras enfermedades. Por el paso del tiempo y la complejidad del proceso, de la causa se desprendieron las causas Área Paraná II y la causa Instituto Privado de Pediatría (IPP) de Paraná.
En diciembre de 2015, el Juez Leandro Ríos condenó a los 7 imputados por crímenes de lesa humanidad. La sentencia fue dada a conocer en el marco de gran expectativa social, debido a la demora del proceso, superior a 12 años. Las condenas impuestas fueron, salvo la de un ex policía federal, condenado a cadena perpetua, menores a las solicitadas por los abogados querellantes y la fiscalía.
Tanto el proceso como la decisión de las penas fueros apelados por 7 de los imputados, los representantes de las Querellas y el Ministerio Público Fiscal. Al respecto, en noviembre de 2016, la Cámara de Apelaciones de Paraná rechazó el pedido de nulidad, confirmó las condenas y elevó las penas impuestas por el Juez Ríos.
Cinco de los condenados presentaron recursos de apelación de las condenas recibidas a la Corte Suprema de Justicia de la Nación.

### Control de la Constitucionalidad

#### Inconstitucionalidad de la Ley de Narcomenudeo en la Provincia de Entre Ríos
Un caso relevante del juez Leandro Ríos fue la declaración de oficio de Inconstitucionalidad de la Ley de Narcomenudeo (Ley provincial 10.329), promulgada en 2014, por el entonces gobernador de la provincia de Entre Ríos Sergio Urribarri. 
En un fallo en el que el juez federal Leandro Ríos sobreseyó a tres personas detenidas por graves faltas formales en el proceso, realizado en el marco de la nueva ley de narcomenudeo, declaró además la inconstitucionalidad de la norma. Al respecto, el fallo se funda entre otras cosas, porque los “procesos híbridos” propuestos por esa ley provincial incumplían la forma federal de gobierno al quebrar la “potestad jurisdiccional” (artículo 1 de la Constitución Nacional Argentina), además de afectar garantías como el “debido proceso”, la “defensa en juicio” y el “juez natural”.
El fallo y la decisión fueron recibidos con gran malestar por la cúpula del gobierno provincial, al punto tal que el Senado de la Provincia de Entre Ríos emitió una solicitud de jury que no produjo ningún efecto. Sin embargo, en la causa, ni la fiscalía federal ni la defensa técnica de los imputados apelaron la contundente decisión.
La Ley provincial 10.329 de Narcomenudeo, estuvo en vigencia solo 11 días. En marzo de 2018, se dictó la Ley Provincial 10.566, adhiriendo plenamente a la Ley Nacional de Estupefacientes 23.737 en los términos y con los alcances señalados por el juez Leandro Ríos.

### Narcotráfico y financiamiento ilícito de la actividad política

#### Causa Celis - Varisco. Narcomunicipio
Un caso de enorme relevancia local y nacional, fue la mega causa de narcotráfico que concluyó con la condena de más de 25 personas, junto al dirigente radical y ex intendente de Paraná, Sergio Varisco, y exfuncionarios del gobierno municipal de la capital entrerriana.
A finales de mayo del 2017, por orden del Juez Leandro Ríos, la policía federal detuvo a integrantes de una banda narco, en el momento que una avioneta aterrizó en las afueras de Paraná con más de 300 kg de marihuana.
Tras la detención de más de 20 personas y una serie de allanamientos posteriores, se acusó a Daniel «Tavi» Celis de comandar la organización narco aprovechando sus contactos políticos y policiales para comercializar drogas en la zona.
A comienzos de mayo de 2018, en el contexto del mismo expediente, por orden del Juez Federal Leandro Ríos se allanó la Municipalidad de Paraná, la Legislatura de la capital entrerriana y domicilios vinculados al intendente. Con nuevos elementos, días más tarde, el juez federal Ríos ordenó la prisión preventiva del concejal Pablo Hernández (Cambiemos) y de la subsecretaria de Seguridad municipal, Griselda Bordeira que era además integrante de la Policía de la Provincia de Entre Ríos. El 18 de junio de 2018, Ríos procesó a Varisco, Hernández y Bordeira y 8 personas más, por «financiamiento, comercialización y adquisición de estupefacientes». 
La investigación puso en evidencia, la existencia de un “acuerdo político” durante la campaña electoral de 2015. El pacto habría implicado aportes económicos del narcotraficante Celis para solventar la reelección de Varisco a la intendencia de Paraná. Como contraprestación, se permitió ingresar personal a la municipalidad en lugares estratégicos para el desarrollo de su actividad ilícita.
Esto le permitió a la banda, desde la estructura del Estado municipal, obtener fondos y recursos materiales para la adquisición de estupefacientes, el almacenamiento y su distribución utilizando incluso los camiones del municipio. Según la investigación, los ingresos de la actividad ilícita, eran utilizados por Varisco para devolver apoyos y favores políticos.
En febrero de 2020, el Tribunal Oral Federal de Paraná dio conocer el fallo completo y dictó la sentencia con 26 condenas y seis absoluciones.
Los abogados defensores de 15 de los 26 condenados presentaron recursos de Casación para insistir en la inocencia de los condenados o buscar una pena menor, entre ellos Varisco, Hernández y Bordeira, los cuales fueron rechazados en su totalidad, quedando firmes las condenas.
El caso llegó a la máxima instancia judicial del país. En agosto de 2023, la Corte Suprema de Justicia de la Nación rechazó los planteos de ocho de los condenados por tráfico de drogas en Entre Ríos, dejando sus condenas firmes. Esta decisión ratificó la histórica sentencia con la firma de Horacio Rosatti, Carlos Rosenkrantz, Juan Carlos Maqueda y Ricardo Lorenzetti.
Sergio Varisco falleció a los 60 años, fruto de una neumonía, cumpliendo la pena de prisión domiciliaria.

### Corrupción

#### Causa contratos truchos
Otra causa resonante en la que intervino el juez Leandro Ríos, tuvo que ver con los llamados contratos truchos, en una maniobra legal que lo incluyó brevemente hasta que fuera apartado.
La causa iniciada en septiembre de 2018 por la justicia provincial, puso en evidencia una presunta maniobra llevada a cabo entre 2008 y 2018 y en donde se habrían sustraído alrededor de $535.000.000 del patrimonio del estado provincial mediante el manejo de contratos para personal apócrifos en las Cámaras de Diputados y Senadores de la provincia de Entre Ríos. La suma dolarizada da un monto de más de casi u$s 53.000.000.
Durante la investigación, un grupo de defensores solicitó que la causa no se tramite más en la jurisdicción provincial y se eleve a la justicia federal, con el propósito de ralentizar la investigación en curso.
Al respecto, en diciembre del 2018, el juez Leandro Ríos, titular del Juzgado Federal N°1 de Paraná con competencia electoral, rechazó que la causa de los contratos pase a la Justicia Federal Electoral, por no encontrar hasta ese momento, relación con el financiamiento de la actividad político partidaria.  
A pesar de estar firme la sentencia del Juez Ríos, tras insistentes y reeditados planteos de la defensas privadas para que la polémica causa pase al ámbito federal, la Cámara Nacional Electoral, aceptó la recusación del juez Ríos y la asignó a Daniel Alonso, titular del Juzgado Federal N°2 de Paraná, quien falló de manera contraria a Ríos, ratificando la competencia electoral. 
De esta forma, se estableció un conflicto positivo de competencia, en donde dos jueces de distinta jurisdicción reclaman para sí la facultad de investigar la causa de corrupción más escandalosa de la historia entrerriana.
La resolución de este conflicto deberá ser dirimido por la Corte Suprema de Justicia de la Nación y continúa abierto.